# Модель Дила — Гроува
Модель Дила — Гроува — математическая модель, описывающая рост оксидных слоёв на поверхности различных материалов. В частности, используется для анализа термического окисления кремния при производстве полупроводниковых приборов.
Разработана в 1965 году специалистами Fairchild Semiconductor Брюсом Дилом (Bruce Deal) и Эндрю Гроувом (Andrew Grove).

## Физические основы
В рамках данной модели принимается, что реакция окисления протекает на границе между окислом и подложкой быстрее, нежели на границе окисла с внешней средой. Рассматриваются три этапа, проходимых частицами кислорода при окислении:
1. Доставка кислорода к поверхности.
2. Его диффузия через слой уже сформировавшегося окисла к границе с подложкой.
3. Химическая реакция с материалом подложки.

Принимается, что каждая из стадий протекает со скоростью, пропорциональной концентрации окислителя. На первом этапе действует Закон Генри, на втором — закон Фика для диффузии, скорость на третьем этапе определяется скоростью химической реакции кинетики первого порядка по кислороду. Также подразумевается, что система находится в установившемся состоянии, то есть переходный процесс не учитывается.

## Следствия
В соответствии со сказанным выше, каждая из стадий может быть описана через концентрации, свойства материалов и температуру. Приравнивая потоки кислорода на всех этапах друг к другу, мы можем определить их. Далее, скорость роста окисла может быть найдена исходя из потока на стадии окисления.
На практике скорость доставки кислорода обычно не влияет на скорость окисления, поэтому рассмотрение первого этапа обычно опускается. Это упрощение позволяет применять простое квадратное уравнение для определения толщины окисла.
Для роста на изначально чистой подложке справедлива следующая формула:
{\displaystyle t={\frac {X_{o}^{2}}{B}}+{\frac {X_{o}}{B/A}}}
где Xo — толщина окисла в момент времени t. A и B — константы, определяемые свойствами слоя и химической реакции соответственно.
Если поверхность уже содержит слой окисла определённой толщины, уравнение должно быть модифицировано путём добавления к времени корректирующей величины τ, которая может быть определена из предыдущей формулы как время, необходимое для роста слоя такой толщины.
Решив квадратное уравнение для Xo получаем:
{\displaystyle X_{o}(t)={\frac {-A+{\sqrt {{A^{2}}+4(B)(t+\tau )}}}{2}}}
Дискриминант вышеприведенного уравнения указывает на два основных участка:
{\displaystyle t+\tau \ll {\frac {A^{2}}{4B}}\Rightarrow X_{o}(t)={\frac {B}{A}}(t+\tau )}
{\displaystyle t+\tau \gg {\frac {A^{2}}{4B}}\Rightarrow X_{o}(t)={\sqrt {B(t+\tau )}}}
Величины B и B/A обычно называются константами квадратичного и линейного участков реакции. Зависимость констант от температуры экспоненциальная:
{\displaystyle B=B_{0}e^{-E_{A}/kT};\quad B/A=(B/A)_{0}e^{-E_{A}/kT}}
где {\displaystyle E_{A}} — энергия активации, а {\displaystyle k} — постоянная Больцмана в электрон-вольтах. {\displaystyle E_{A}} отличается для разных стадий реакции. В следующей таблице представлены значения четырёх параметров для монокристаллического кремния с типичными параметрами (низкая степень легирования, атмосферное давление). Константа линейной реакции зависит от кристаллографической ориентации. В таблице даны данные для поверхностей <100> и <111>.
| Параметр                                   | Величина                                                    | Влажный (в присутствии {\displaystyle H_{2}O}) | Сухой ({\displaystyle O_{2}})     |
| ------------------------------------------ | ----------------------------------------------------------- | ---------------------------------------------- | --------------------------------- |
| Константа скорости линейного участка       | {\displaystyle (B/A)_{0}\ \left({\frac {\mu m}{hr}}\right)} | <100>: 9.7 ⋅107 <111>: 1.63 ⋅108               | <100>: 3.71 ⋅106 <111>: 6.23 ⋅106 |
| Константа скорости линейного участка       | {\displaystyle E_{A}} (эВ)                                  | 2.05                                           | 2.00                              |
| Константа скорости параболического участка | {\displaystyle B_{0}\ \left({\frac {\mu m^{2}}{hr}}\right)} | 386                                            | 772                               |
| Константа скорости параболического участка | {\displaystyle E_{A}} (эВ)                                  | 0.78                                           | 1.23                              |

## Применение к кремнию
Модель Дила — Гроува хорошо показала себя в применении к монокристаллическому кремнию. Однако, экспериментальные данные показывают расхождение с модельными зависимостями в случае очень тонких слоёв (менее 25 нанометров), на начальных стадиях окисления. В этом случае рост происходит быстрее, нежели это предсказывает модель. Данный эффект до сих пор не имеет общепринятого теоретического объяснения, однако существует ряд модификаций модели, позволяющих учесть его.
Также модель Дила — Гроува неприменима к поликремнию. Во-первых, случайная ориентация граней кристалла делает сложным выбор значения константы линейного участка реакции. Во вторых, в этом случае возникает дополнительный физический эффект, заключающийся в диффузии кислорода вдоль границ зёрен. В результате поликремний окисляется быстрее монокристаллического.
По схожим причинам модель Дила — Гроува является непригодной и для анализа окисления нанообъектов.
Деформации и дефекты кристаллической решетки также могут влиять на скорость окисления, однако на практике этим эффектом часто пренебрегают, однако в случае сильно легированного кремния, окисляющегося значительно быстрее, не учитывать его нельзя. Давление окружающего газа также влияет на скорость окисления.